# Boy Parts
"Boy Parts" es el segundo episodio de la tercera temporada de la serie de televisión American Horror Story, estrenada el 16 de octubre de 2013 por el canal estadounidense de cable FX. El episodio se centra en el destino de Delphine LaLaurie y de Marie Laveau en el presente, al mismo tiempo que presenta con mayor profundidad a Misty Day.

## Trama

### 1834
Madame LaLaurie (Kathy Bates) despierta luego de haber bebido la poción de Marie Laveau (Angela Bassett). Al salir de su casa, se encuentra con Laveu y una turba de las mismas personas negras de las que había abusado durante años, quienes asesinaron a su esposo e hijas. Marie le explica que no era una poción revitalizadora lo que le había dado, sino una de inmortalidad. La condena así a un destino peor que la muerte, ("no morir y no poder reencontrarse con sus seres queridos en el más allá"), la turba la ata y la encierra en una caja de madera.

### 2012
En Detroit, Queenie (Gabourey Sidibe) trabaja en un restaurante de pollo frito. Un cliente irritado la insulta por una supuesta orden mal entregada. Tras discutir, Queenie utiliza su habilidad de "muñeca vudú" en el cliente, poniendo su propio brazo en aceite hirviendo y quemando severamente al cliente. Este incidente fue el que alertó a Cordelia de la existencia de Queenie.

### 2013
En el bayou, dos cazadores de  caimanes se encuentran con Misty Day (Lily Rabe), quien muy dolida por ver los cadáveres de los reptiles les dice que no deberían matar. Cuando uno de los tramperos la amenaza con un arma, ella utiliza su poder para traer de vuelta a la vida a los caimanes, que devoran a los dos cazadores.
En la escuela, Zoe (Taissa Farmiga) continúa alterada por la muerte de Kyle (Evan Peters), pero Madison (Emma Roberts) piensa que, de haber tenido oportunidad, él también la habría violado. Cordelia (Sarah Paulson) va en busca de Fiona (Jessica Lange) para una reunión matutina, cuando siente un desagradable olor saliendo de la habitación. Fiona bloquea la puerta, ya que dentro tiene a Madame LaLaurie atada a una silla y amordazada. Mientras las brujas están esperando en la sala de estar, Queenie revela su incidente en Detroit en el año pasado, y luego les cuenta que la razón de que es una "muñeca vudú" es porque ella es una descendiente de Tituba. Dos detectives llegan a la casa para hablar con Madison y Zoe ya que fueron vistas en la fiesta de la fraternidad. Además, vieron a Zoe visitando al líder de la violación en el hospital, quien murió de la misma manera que su novio. Zoe se quiebra y les cuenta que todas en la casa son brujas. Fiona interrumpe y escupe en dos vasos de agua, que les ofrece a los detectives y les obliga a beber. Bajo encanto, les obliga a entregarle toda la información que tienen sobre las chicas y a olvidar el episodio.
Madison y Zoe discuten sobre lo ocurrido, cuando Fiona interrumpe y las golpea contra la pared utilizando sus poderes. Le dice a Zoe que es débil y se preocupa demasiado por lo que los demás piensan de ella. Nan (Jamie Brewer), mientras tanto, no puede concentrarse en su lectura por una voz que la interrumpe constantemente. Se dirige a la habitación de Fiona y libera a Madame LaLaurie, la cual se topa con Queenie en el pasillo y la golpea con un candelabro, después de que Madame LaLaurie la llama "esclava".
Madison lleva a Zoe a la morgue del pueblo para retribuirle sus favores intentando revivir a Kyle por medio de un conjuro. Sugiere que tomen las mejores partes de los muchachos y, con la cabeza de Kyle, crear "el novio perfecto". Sin embargo el conjuro sobre el cuerpo cosido con las diversas partes no funciona. Madison se retira de la morgue, pero Zoe se retrasa, disculpándose con el cadáver de Kyle, y lo besa. Kyle se despierta en el momento en que un guarda ingresa en la morgue, y comienza a golpearlo hasta que Zoe lo detiene. Lo sube a un auto para llevarlo a su casa, cuando de repente Misty Day aparece en el asiento trasero. Ambas llevan al atontado Kyle a la casa de Misty en el pantano, donde ella empieza a curarlo con barro mientras escucha canciones de Stevie Nicks, la cual cree que es una bruja blanca. Zoe se va, ya que Misty le promete que cuidará de Kyle hasta que sane.
En una cita con su ginecólogo, (James DuMont), Cordelia se entera de que las drogas para la fertilidad que ha estado probando durante un año no le han hecho resultado. Su esposo, Hank (Josh Hamilton), le sugiere que prueben con magia negra, a lo que Cordelia se rehúsa porque no quiere ser como su madre. Entretanto, Fiona se dirige a un salón de belleza, donde se encuentra con Marie Laveau, quien inmediatamente la reconoce como una bruja. Como vudista, Marie no quiere a las brujas, y le dice a Fiona que las brujas de Salem, de quien Fiona es descendiente, tomaron su conocimiento mágico de su ancestro, Tituba. Fiona le confiesa que quiere el secreto de su inmortalidad, pero cuando Marie se niega e intenta echarla, Fiona prende fuego a las pelucas del salón y le dice que volverá. Más tarde en el salón, Marie habla con una figura oscura que se revela como Bastien (Ameer Baraka), aún con la cabeza de toro en su cabeza. Cordelia intenta el ritual con magia negra para quedar embarazada.
Fiona habla con Madame LaLaurie, quien se sorprende al saber que estuvo enterrada durante 180 años. LaLaurie se lamenta por la suerte de sus hijas, aunque no de su esposo de quien intentaba deshacerse. Le pregunta a Fiona si es una bruja y si puede matarla. Fiona le dice que no está segura de querer hacerlo.